# Мокшина, Татьяна Дорофеевна
Татьяна Дорофеевна Мокшина (1925 — сентябрь 1973) — передовик советского сельского хозяйства, звеньевая колхоза «Красный Октябрь» Лево-Россошанский район Воронежской области, Герой Социалистического Труда (1948).

## Биография
Родилась в 1925 году в селе Данково, ныне Каширского района Воронежской области в крестьянской русской семье.
Получив начальное образование, в 1941 году начала трудовую деятельность в местном колхозе «Красный Октябрь». Позже, в 1946 году, ей доверили возглавить полеводческое звено. В 1947 году её звено получило высокий урожай ржи 30,92 центнер с гектара на площади 9,5 гектаров.
Указом Президиума Верховного Совета СССР от 18 января 1948 года за получение высоких результатов в сельском хозяйстве и рекордные показатели в уборке урожая Татьяне Дорофеевне Мокшиной было присвоено звание Героя Социалистического Труда с вручением ордена Ленина и медали «Серп и Молот».
Проживала в родном селе. После продолжительной болезни, добровольно ушла из жизни в 1973 году. Похоронена на сельском кладбище.

## Награды
За трудовые успехи была удостоена:
- золотая звезда «Серп и Молот» (18.01.1948)
- орден Ленина (18.01.1948)
- другие медали.